# Styrmir Snær Þrastarson
Styrmir Snær Þrastarson (Reikiavik, 2 de agosto de 2001) es un baloncestista islandés que pertenece a la plantilla del Club Baloncesto Zamora de la Primera FEB. Con 2,01 metros de estatura, juega en la posición de alero.

## Trayectoria deportiva
Styrmir comenzó su carrera en las filas del UMF Þór Þorlákshöfn durante la temporada 2016-2017 y ganó la Supercopa de Islandia tanto en 2016 como en 2017. Durante la temporada 2019-20, fue cedido al Hamar, club de primera división, donde promedió 10,2 puntos y 5,3 rebotes en 9 partidos.
El 25 de junio de 2021, Styrmir logró con UMF Þór Þorlákshöfn el campeonato nacional por primera vez tras vencer al Keflavík por 3-1 en la final de Úrvalsdeild, siendo nombrado Jugador Joven del Año de Úrvalsdeild y miembro del Primer Equipo Nacional de Úrvalsdeild.
En julio de 2021, Styrmir se incorporó a Davidson College, en el jugó poco durante su primer año, participando en 13 partidos, con un promedio de 1.1 puntos en 3.3 minutos por partido.
En octubre de 2022, Styrmir dejó Davidson y se reincorporó a Þór Þorlákshöfn. En 30 partidos, promedió 17.0 puntos, 6.4 rebotes y 5.3 asistencias por partido.
En junio de 2023, firmó con Belfius Mons-Hainaut de la Liga BNXT, en el que jugó durante dos temporadas.
El 28 de julio de 2025, firma por el Club Baloncesto Zamora de la Primera FEB.

## Selección nacional
Tras jugar con las selecciones juveniles de Islandia, Styrmir fue seleccionado por primera vez para la selección absoluta de Islandia en febrero de 2021.